# Liste der Fahnenträger der usbekischen Mannschaften bei Olympischen Spielen
Die Liste der Fahnenträger der usbekischen Mannschaften bei Olympischen Spielen listet chronologisch alle Fahnenträger usbekischer Mannschaften bei den Eröffnungsfeiern Olympischer Spiele auf.

## Liste der Fahnenträger
| Mannschaft                    | Veranstaltung                 | Fahnenträger (EF)             | Fahnenträger (AF)             |
| 1992 Teil des Vereinten Teams | 1992 Teil des Vereinten Teams | 1992 Teil des Vereinten Teams | 1992 Teil des Vereinten Teams |
| Usbekistan                    | Usbekistan                    | Usbekistan                    | Usbekistan                    |
| ----------------------------- | ----------------------------- | ----------------------------- | ----------------------------- |
| 1994 in Lillehammer           | Winterspiele                  | Sergey Brener                 |                               |
| 1996 in Atlanta               | Sommerspiele                  | Temur Ibragimov               |                               |
| 1998 in Nagano                | Winterspiele                  | Komil Urunbayev               |                               |
| 2000 in Sydney                | Sommerspiele                  | Muhammadqodir Abdullayev      |                               |
| 2002 in Salt Lake City        | Winterspiele                  | Komil Urunbayev               |                               |
| 2004 in Athen                 | Sommerspiele                  | Abdullo Tangriyev             | Oʻtkirbek Haydarov            |
| 2006 in Turin                 | Winterspiele                  | Kayrat Ermetov                | Kayrat Ermetov                |
| 2008 in Peking                | Sommerspiele                  | Dilschod Machmudow            | Artur Taymazov                |
| 2010 in Vancouver             | Winterspiele                  | Oleg Shamayev                 | Oleg Shamayev                 |
| 2012 in London                | Sommerspiele                  | Elshod Rasulov                | Abbos Atoyev                  |
| 2014 in Sotschi               | Winterspiele                  | Xenija Grigorewa              | Xenija Grigorewa              |
| 2016 in Rio de Janeiro        | Sommerspiele                  | Bahodir Jalolov               | Bektemir Meliqoʻziyev         |
| 2018 in Pyeongchang           | Winterspiele                  | Komiljon Toʻxtayev            | Volunteer                     |
| 2020 in Tokio                 | Sommerspiele                  | Nigora Tursunqulova           | Akbar Joʻrayev                |
| 2020 in Tokio                 | Sommerspiele                  | Bahodir Jalolov               | Akbar Joʻrayev                |
| 2022 in Peking                | Winterspiele                  | Komiljon Toʻxtayev            | Volunteer                     |
| 2024 in Paris                 | Sommerspiele                  | Zaynab Dayibekova             | Ulugʻbek Rashitov             |
| 2024 in Paris                 | Sommerspiele                  | Abdumalik Xaloqov             | Ulugʻbek Rashitov             |

Anmerkung: (EF) = Eröffnungsfeier, (AF) = Abschlussfeier

## Statistik
| Rang    | Sportart     | EF | AF | ∑  |
| ------- | ------------ | -- | -- | -- |
| 1       | Boxen        | 7  | 3  | 10 |
| 2       | Taekwondo    | 1  | 1  | 2  |
| 3       | Fechten      | 1  | 0  | 1  |
| 3       | Gewichtheben | 0  | 1  | 1  |
| 3       | Judo         | 1  | 0  | 1  |
| 3       | Ringen       | 0  | 1  | 1  |
| Gesamt: | Gesamt:      | 10 | 6  | 16 |

| Rang    | Sportart         | EF | AF | ∑  |
| ------- | ---------------- | -- | -- | -- |
| 1       | Ski Alpin        | 7  | 3  | 10 |
| 2       | Volunteer        | 0  | 2  | 2  |
| 3       | Freestyle-Skiing | 1  | 0  | 1  |
| Gesamt: | Gesamt:          | 8  | 5  | 13 |

| Rang    | Sportart         | EF | AF | ∑  |
| ------- | ---------------- | -- | -- | -- |
| 1       | Boxen            | 7  | 3  | 10 |
| 1       | Ski Alpin        | 7  | 3  | 10 |
| 3       | Taekwondo        | 1  | 1  | 2  |
| 3       | Volunteer        | 0  | 2  | 2  |
| 5       | Fechten          | 1  | 0  | 1  |
| 5       | Freestyle-Skiing | 1  | 0  | 1  |
| 5       | Gewichtheben     | 0  | 1  | 1  |
| 5       | Judo             | 1  | 0  | 1  |
| 5       | Ringen           | 0  | 1  | 1  |
| Gesamt: | Gesamt:          | 18 | 11 | 29 |